# Verónica Bianchi
Verónica Bianchi (Punta Arenas, 11 de abril de 1989) es una periodista deportiva y extenista chilena. Ha desarrollado una carrera como conductora y panelista en medios de televisión. En 2022 llegó a ser la única mujer que conducía programas deportivos en Chile.

## Biografía
El 11 de abril de 1989, nació en Punta Arenas, Chile. En su infancia se trasladó a Argentina. En ese país estudio periodismo en la Universidad de Palermo. En 2007, priorizó desarrollar una carrera en las comunicaciones, dejando de lado su actividad como tenista, en la cual llegó a jugar torneos Futures.

## Carrera profesional
Comenzó en el programa Zoom Deportivo de Televisión Nacional de Chile. Luego se desempeñó en el Canal del Deporte Olímpico, donde cubrió los Juegos Suramericanos de 2014. Posteriormente condujo CDF Noticias durante una década en el Canal del Fútbol.
En 2022, Bianchi reconocía a Cecilia Lagos como la primera mujer que tuvo un rol preponderante en medios deportivos en Chile, pero en ese momento ella era la única.
Su labor profesional propició que fuera elegida coanimadora y panelista estable del programa Todos somos técnicos, junto a Gonzalo Fouillioux, Marcelo Vega, Juvenal Olmos, entre otros.
En 2023, fue una de las personas designadas para llevar la antorcha de los Juegos Panamericanos, tal como otro periodista, Manuel de Tezanos-Pinto.

## Premios
- Premio al Mejor Reportaje Deportivo del año 2019, por su reportaje al campamento La Chimba, liderado por Felipe Berríos.[6]
- Copihue de Oro 2021, 2022, 2023 y 2024 al Mejor Programa Deportivo, por Todos somos técnicos, compartido con panelistas, conductores y equipo técnico del espacio televisivo.[7]